# キューバパン
キューバパン（英語: Cuban bread）は、フランスパンやイタリアパンに似た白パンであるが、焼き方や材料目録が若干異なる（具体的には殆どの場合、ラードやショートニングに少量の脂が含まれている）。普段は長めの、バゲットのようなローフで作られる。キューバ系アメリカ人の食糧であり、伝統的にキューバンサンドイッチを作る際に選択されるパンである。

## 歴史

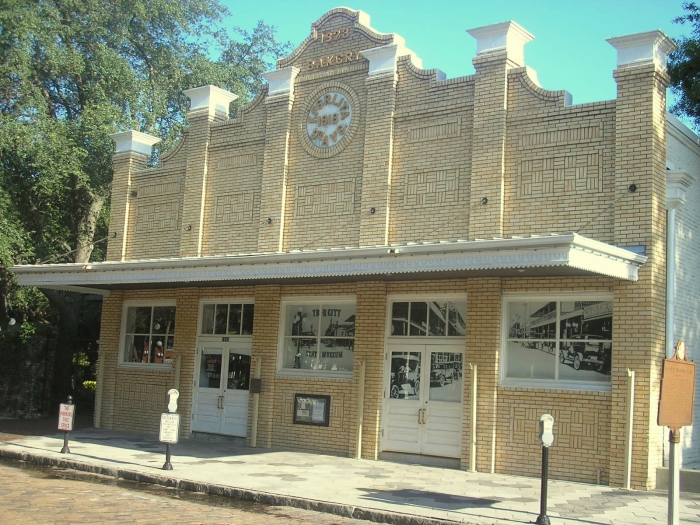
現在、タンパのイーボー・シティに位置するイーボー・シティ・ミュージアム州立公園内にあるラ・ヨーベン・フランチェスカ・ベーカリー

「基本的な」キューバパンの起源は議論が続いており、アメリカ合衆国のフロリダ州マイアミとタンパがともにこの地が発祥地であると主張している。どこがキューバパンの起源なのかに関しては、キューバパンを製造するアメリカ合衆国における最初のパン屋はLa Joven Francesca Bakery（ラ・ホーベン・フランセスカ・ベーカリー）で、1896年にタンパのキューバ・スペイン・イタリアコミュニティーで繁栄しているイーボー・シティに住んでいたシチリア生まれのフランシスコ・フェルリータにより開設された。このパン屋は元々ローフを3セントから5セントで販売しており、多くのパンは牛乳のように毎朝配達されていた。大抵の場合、イーボー・シティにある家屋は玄関先のドア枠に頑丈な釘が打ち込まれており、パンの配達人が夜明け前に釘の上に新鮮なパンを突き刺していた。
1922年、フェリータが開設したパン屋は煉瓦造りのパン窯を残して火事により破壊された。パン屋は改築、および拡張され、すぐにタンパ地域のキューバパンの主要な卸売業者となった。またこのパン屋は食事エリアとして、煙草を吸えたり、キューバエスプレッソを飲めたり、地元のニュースを取り入れたりできる場所となった。ラ・ヨーベン・フランチェスカ・ベーカリーは1973年に閉店したが、新しい生活を見つけてすぐに、ラ・ヨーベン・フランチェスカ・ベーカリーはイーボー・シティ・ミュージアム州立公園内に復元、および改造された。キューバパンを焼いていたパン窯は今も内覧が可能である。
イーボー・シティにあるラ・セグンダ・セントラル・ベーカリーは現在のキューバパンにおける世界一の生産者であり、フロリダ州内外に製品を出荷している。ラ・セグンダ・セントラル・ベーカリーは、スペインからキューバを経由してタンパに移住し、「ラ・プリメーラ（La Primera）」、「ラ・セグンダ」、および「ラ・テルセーラ（La Tercera）」（文字通り1番目、2番目、および3番目）という3ヶ所を持つ協同組合方式のベーカリーの共同経営者となったファン・モレーにより共同設立されたが、他の2つのパン屋が1915年に閉店すると、ファン・モレーはより大きなラ・セグンダの建物を買収した。彼の子孫はその後もずっとパン屋を続け、今もなおモレーオリジナルのキューバパンのレシピ、および当時と同じ技法を採用している。

## 特徴
イーボー・シティに住むラテン人が同じ種類のフランスパンに匹敵し、ウィーン生産のものと並び称される美味しいパンを作っていると言っても過言ではない。
—Tampa Daily Journal, 1896年

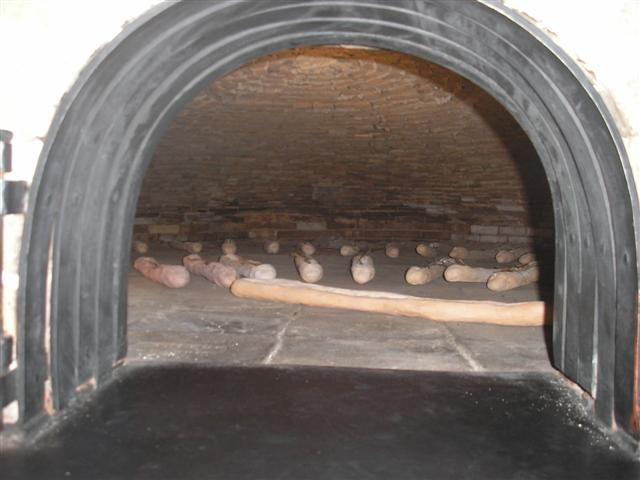
伝統的なパン窯の中にある模造されたキューバパン

伝統的なキューババンは凡そ3フィート (91 cm)の長さがあり、より丸いイタリアパンやフランスパンと比べても横がやや直角になっている。キューバパンは硬くて薄く、殆ど紙のように薄いパンの耳と中心部がフレーク状になっている。初期の頃はパン独特の空気孔と長い形を成形しながら、長持ちさせるためにパンを薄く引き伸ばしていた。100年以上経っても変わらず、ラ・セグンダを始めとする伝統的なキューバパンの生産者たちは、パンの耳の上部に浅い溝を作り、ヨーロッパ式ローフにある斜線もしくは引っかき傷に似た効果を生み出しながら、パンを焼く前にローフの上にサバル（ヤシの1属）の一種であるフロリダサバルの葉を湿った状態で長く積み重ねている（葉は食べる前に除去される）。
キューバパンは「キューバサンドイッチ」を作るのに必要な土台となる（「ミクストサンドイッチ」とも）。キューバパンは、とりわけパンを焼いてバターを塗り、（おそらくはパンを浸すための）熱いカフェ・コン・レチェ（スカルドミルクが入った深煎りのキューバコーヒー）と一緒に食べられるいつもの朝食としても提供される。
キューバパンがすぐに悪くなり、焼いた後にすぐ食べられないとまではいかなくとも硬く乾燥するのは、伝統的なレシピが保存料を利用していないからである。そうでなくとも、キューバパンは出荷もしくは保管のために凍らすことができる。硬くなったパンは例えばデビルド・クラブのパン粉付けに使われるなど、タンパにおいては別のレシピにおける重要な材料となった。

## 他の利用法
硬くなったキューバパンはコンク共和国による抗議運動やタンパで開催されるガスパリラ海賊祭の期間中での「イーボー・シティ海軍」が参加する模擬戦闘の中で好んで使用される。